# 大战乡
大战乡是中国浙江省仙居县所辖的一个镇。面积61.8平方千米，人口1.54万人。邮编：317321。

## 历史沿革
1949年设战车乡，1962年建大战公社，1984年改乡，1992年对山乡并入。

## 行政区划
乡政府驻大战村。

下辖30个行政村：大战、峡岭坑、后马、下方垟、樟树下、车头、格垟、地村、火坦、白岩、下满、下叶溪、桐山、仙金、前进、下英、上马、马大仁、林加山、山吴头、马加田、桐园、大战索、长马扇、高田、丈婆山、对山、丈岩头、板仓、外村。